# Lago Tuzkan
Il lago Tuzkan (in uzbeko Tuzkon; in cirillico Тузкан) è un lago endoreico dell'Uzbekistan, nella parte sud-orientale del Kyzylkum. Si trova nella regione di Jizzakh e fa parte del sistema lacustre Aydar-Arnasay, che ricopre una superficie totale di 4000 km².

## Preistoria
Fino alla metà del XX secolo il lago, il cui livello raggiungeva i 237 m sul livello del mare, era alimentato solo in primavera dalle acque di fusione trasportate dal fiume Sanzar, che evaporavano regolarmente durante l'estate. Diversamente da tutti gli altri laghi della zona, che si sono formati con le acque reflue dei canali di irrigazione della steppa della Fame grazie all'intervento umano, il lago Tuzkan ha un'origine naturale.

## Sviluppo nei tempi moderni

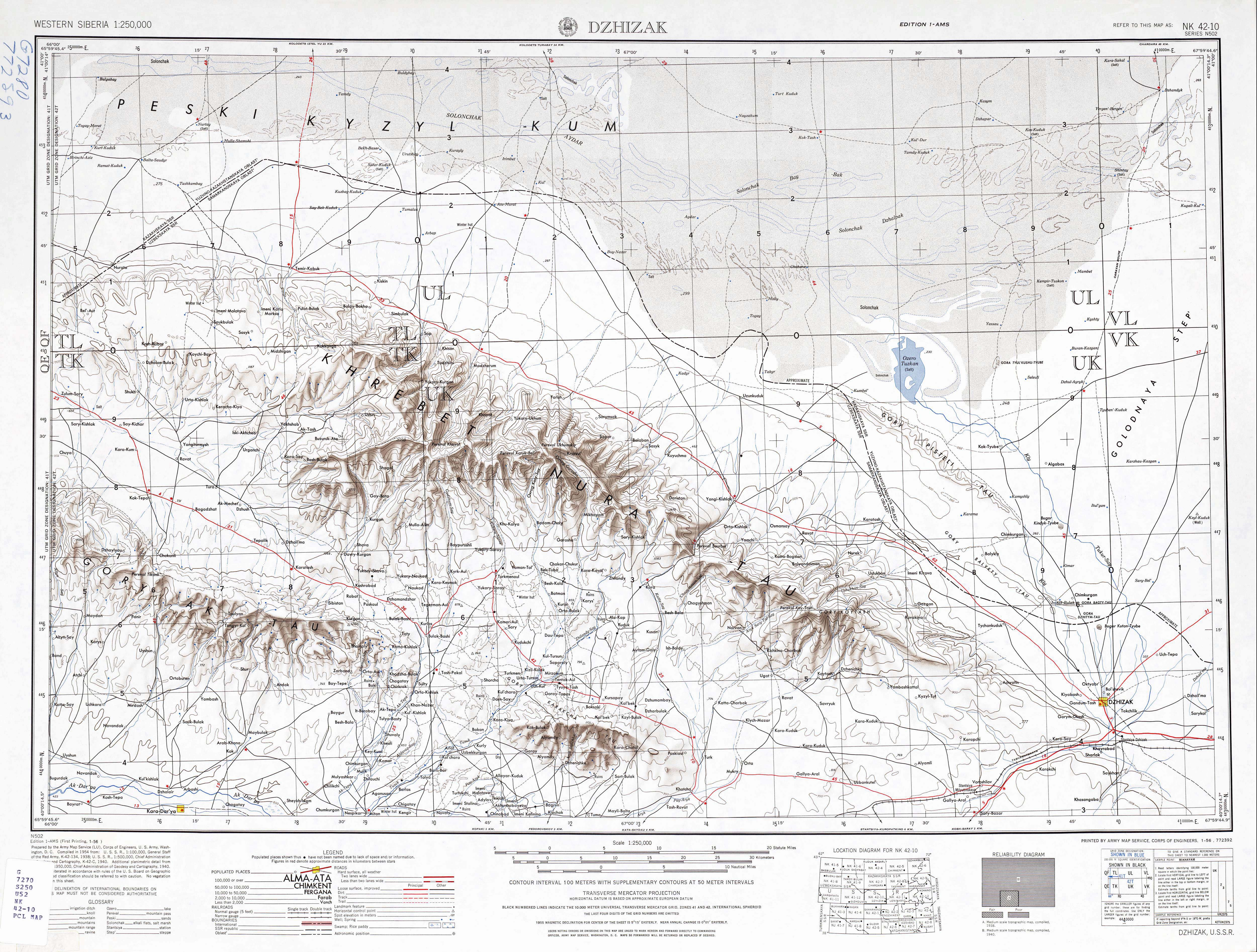
Carta della regione del 1954 che mostra il lago Tuzkan come un lago endoreico dalle acque salate.

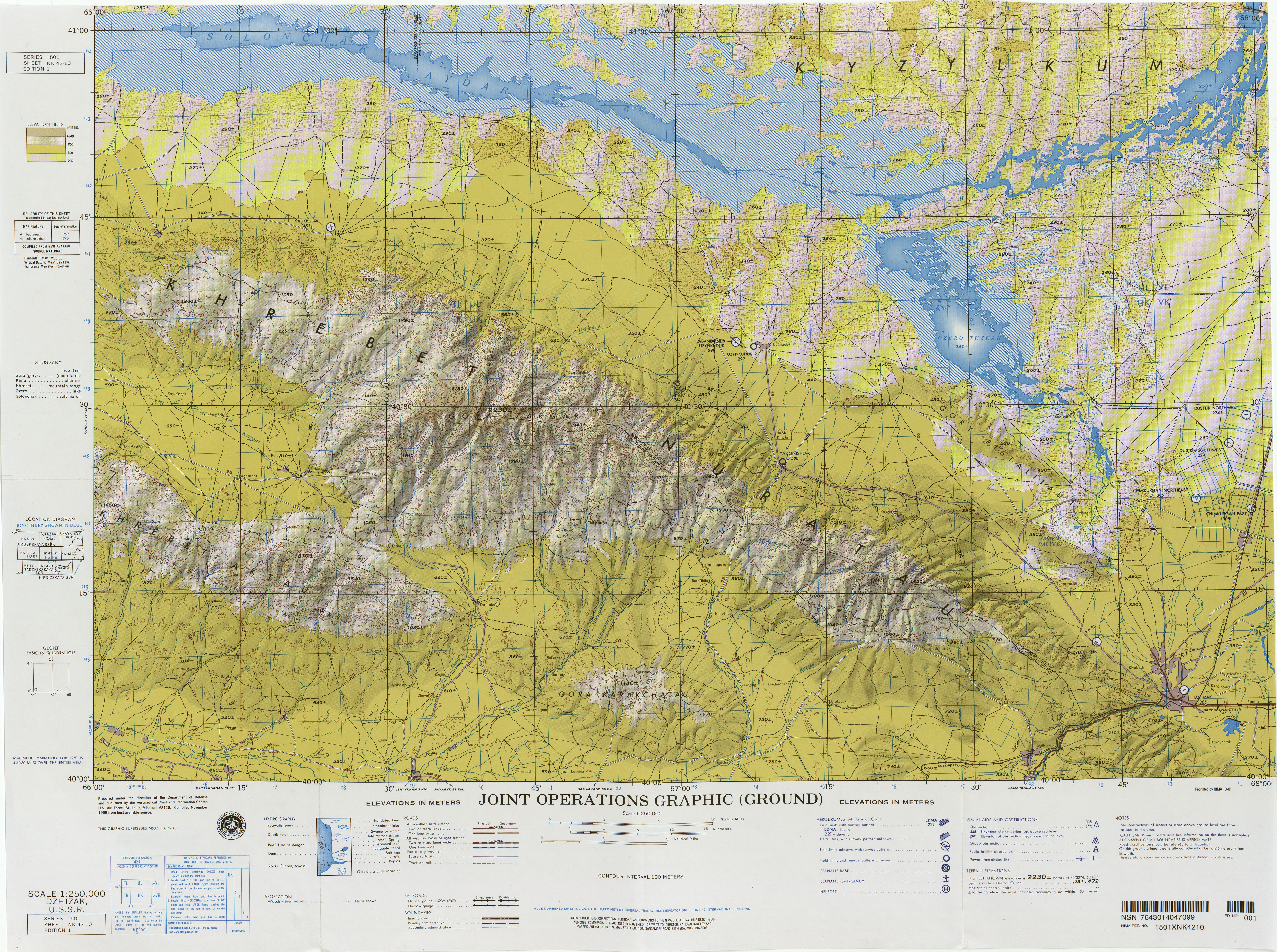
Carta della regione; in blu il livello del lago nel 1969, in azzurro quello del 1993.

Agli inizi degli anni '60, poco oltre il confine con il Kazakistan, fu costruita la diga di Shardara, che fu dotata di uno stramazzo di emergenza diretto verso la pianura di Arnasay, al fine di tenere sotto controllo le piene del fiume. Nel 1969 questo dovette essere aperto a causa di un disastro provocato dalle inondazioni, in quanto la capacità della diga non era adatta a controllare la massa d'acqua che si era formata. Così, tra il febbraio 1969 e il febbraio 1970, quasi il 60% della portata media annua del Syr Darya (22 km³) venne dirottato dal bacino di Shardara verso la pianura di Arnasay e raggiunse così anche l'area del Tuzkan, che in tal modo si accrebbe in misura considerevole. Dal momento che questi afflussi incontrollati di acqua influivano negativamente sul sistema ecologico del lago, con repentini innalzamenti delle acque seguiti da periodi di lento prosciugamento, nel 1980 venne costruita tra i laghi Tuzkan e Aydar una briglia, in modo da regolare l'afflusso nel Tuzkan.
Lo scioglimento delle nevi dell'inverno 1992-93 provocò un innalzamento del lago di circa due metri in un mese; con lo scioglimento delle nevi successivo, nella primavera del 1994, il livello crebbe di altri tre metri, fino a raggiungere i 242 m; nello stesso anno il ponte di terra tra i laghi Tuzkan e Aydar, e di conseguenza anche la briglia costruita, venne completamente allagato e da allora il Tuzkan forma una parte non più chiaramente distinguibile del lago Aydar.

## Geografia
Il lago è delimitato ad est dalla steppa della Fame (in uzbeko Mirzachoʻl), mentre a nord è collegato al lago Aydar, che è andato a colmare quella che in passato era nota come distesa salata di Aydar. Ha una forma approssimativamente triangolare; le coste occidentali, orientali e settentrionali sono piatte, e vi si alternano zone collinari e paludose. Con la crescita del lago, la sponda meridionale si è spinta fino a raggiungere uno dei contrafforti della catena del Nuratau che raggiunge i 557 m di altezza, ricoperto di erbe e di arbusti di pistacchio, ed è scoscesa e rocciosa.
La sua superficie è di circa 705 km², mentre la profondità varia tra i 20 e i 40 metri. L'attuale livello delle acque del lago è oggi dovuto all'inondazione del ponte di terra che lo separava dal lago Aydar e varia a seconda del periodo dell'anno. La temperatura media dell'acqua è di 0,2 °C a gennaio, 13,2 °C ad aprile, 27,5 °C a luglio e 16,4 °C ad ottobre. La salinità dell'acqua è compresa tra 4,0 e 4,9 g/l, circa il doppio di quella del resto dell'Aydar; ciò si spiega con il forte afflusso di acque reflue saline nella parte nord-orientale del lago; ciononostante, nell'area si è sviluppata una modesta attività di pesca.

## Conservazione
Oltre ai rappresentanti tipici della fauna del Kyzylkum, qui, come nel resto del lago Aydar, si trovano numerose specie di uccelli acquatici che migrano dal lago d'Aral. La regione lacustre è elencata come una zona importante per la conservazione degli uccelli dalla Convenzione di Ramsar, essendo situata in un punto dove si incrociano le rotte migratorie afro-eurasiatica e centroasiatica, e costituisce un sito di sosta e di svernamento per oltre 100 specie di uccelli acquatici, fornendo un rifugio anche a specie in via di estinzione come il gobbo rugginoso (Oxyura leucocephala), la pavoncella gregaria (Vanellus gregarius), il pellicano riccio (Pelecanus crispus), l'oca collorosso (Branta ruficollis), l'oca lombardella minore (Anser erythropus) e l'aquila pescatrice di Pallas (Haliaeetus leucoryphus), nonché nutrimento e terreno di riproduzione a numerose specie di pesci. Le specie vegetali meglio rappresentate nella regione sono le cannucce di palude, che formano una fascia che cinge il lago, le specie alofile del genere Salsola e le tamerici. Tra il 2008 e il 2015 è stato portato in atto un piano d'azione per mantenere la stabilità ambientale.